# إريك أ. جونسون
إريك أ. جونسون (بالإنجليزية: Eric Johnson) هو مؤرخ أمريكي، ولد في 9 مايو 1948.